# هاريس بيرغوين
هاريس بيرغوين هو سياسي أمريكي، ولد في 1910، وتوفي في 1994.